# Conto economico
Il conto economico, in passato anche conto dei profitti e delle perdite, nell'economia aziendale, è un documento atto ad evidenziare l'utile o la perdita nel periodo di riferimento, e fa parte del bilancio d'esercizio dell'impresa.

## In Italia
Il conto economico è normato principalmente nel Codice civile, agli articoli 2423 e 2425: è un documento obbligatorio, redatto dagli amministratori come parte del bilancio, insieme allo stato patrimoniale, al rendiconto finanziario e alla nota integrativa. Per la sua stesura si fa anche riferimento ai principi contabili italiani, in particolare all'OIC 12.  
Il conto economico ha una struttura a forma scalare e una classificazione dei costi per natura, invece che per destinazione. È formato da quattro sezioni (individuate con le prime lettere dell'alfabeto), più alcune voci che illustrano il risultato d'esercizio, ante e dopo le imposte.
Sezioni che compongono il conto economico:
A) Valore della produzione;
B) Costi della produzione;
C) Proventi ed oneri finanziari;
D) Rettifiche di valore di attività e passività finanziarie;
Precedentemente ai bilanci con data di inizio al 1º gennaio 2016, il conto economico aveva un'ulteriore sezione, la E) Proventi ed oneri straordinari, eliminata, insieme ad altre modifiche sul bilancio d'esercizio, con il d. lgs 139/2015.

### Contenuto dettagliato
A) Valore della produzione

1) ricavi delle vendite e delle prestazioni

2) variazioni delle rimanenze di prodotti in corso di lavorazione, semilavorati e finiti

3) variazioni dei lavori in corso su ordinazione

4) incrementi di immobilizzazioni per lavori interni

5) altri ricavi e proventi, con separata indicazione dei contributi in conto esercizio

Totale A)

B) Costi della produzione

6) per materie prime, sussidiarie, di consumo e merci

7) per servizi

8) per godimento di beni di terzi

9) per il personale

a) salari e stipendi

b) oneri sociali

c) trattamento di fine rapporto

d) trattamento di quiescenza e simili

e) altri costi

10) ammortamenti e svalutazioni

a) ammortamento delle immobilizzazioni immateriali

b) ammortamento delle immobilizzazioni materiali

c) altre svalutazioni delle immobilizzazioni

d) svalutazioni dei crediti compresi nell'attivo circolante e delle disponibilità liquide

11) variazioni delle rimanenze di materie prime, sussidiarie, di consumo e merci

12) accantonamenti per rischi

13) altri accantonamenti

14) oneri diversi di gestione

Totale B)

Differenza tra valore e costi della produzione (A-B)

C) Proventi e oneri finanziari

15) proventi da partecipazioni, con separata indicazione di quelli relativi ad imprese controllate e collegate e di quelli relativi a controllanti e a imprese sottoposte al controllo di queste ultime

16) altri proventi finanziari

a) da crediti iscritti nelle immobilizzazioni, con separata indicazione di quelli da imprese controllate e collegate, di quelli da controllanti e da imprese sottoposte al controllo di queste ultime

b) da titoli iscritti nelle immobilizzazioni che non costituiscono partecipazioni

c) da titoli iscritti nell'attivo circolante che non costituiscono partecipazioni

d) proventi diversi dai precedenti, con separata indicazione di quelli da imprese controllate e collegate, di quelli da controllanti e da imprese sottoposte al controllo di queste ultime

17) interessi e altri oneri finanziari, con separata indicazione di quelli verso imprese controllate e collegate e verso controllanti

17-bis) utili e perdite su cambi

Totale (15 + 16 - 17 +- 17-bis)

D) Rettifiche di valore di attività finanziarie

18) rivalutazioni

a) di partecipazioni

b) di immobilizzazioni finanziarie che non costituiscono partecipazioni

c) di titoli iscritti nell'attivo circolante che non costituiscono partecipazioni

d) di strumenti finanziari derivati

19) svalutazioni

a) di partecipazioni

b) di immobilizzazioni finanziarie che non costituiscono partecipazioni

c) di titoli iscritti nell'attivo circolante che non costituiscono partecipazioni

d) di strumenti finanziari derivati

Totale delle rettifiche (18 - 19)

Risultato prima delle imposte (A - B +- C +- D)

20) imposte sul reddito dell'esercizio, correnti, differite e anticipate

21) utile (perdite) dell'esercizio

## Principi contabili internazionali
Il conto economico è previsto anche per i principi contabili internazionali, ma in una forma diversa rispetto a quello italiano. lo IAS 1 prevede due possibili forme:
- un solo documento chiamato Conto economico complessivo (Statement of Comprehensive Income)
- due diversi documenti chiamati rispettivamente:

a. "conto economico" (Income statement)
b. "altre componenti di conto economico complessivo" (Other comprehensive income).
La classificazione dei costi può avvenire per natura o per funzione, in quest'ultimo caso vanno classificate per natura le voci relative all'ammortamento, svalutazioni e personale.

## Le diverse gestioni
La forma scalare consente di esporre risultati parziali progressivi, che evidenziano come si è formato il reddito d'esercizio e che indicano il contributo delle varie aree di gestione alla sua formazione; è da notare che gestione accessoria, gestione finanziaria e gestione straordinaria formano insieme la gestione non caratteristica:
1. risultato della gestione caratteristica o tipica
2. risultato dopo la gestione patrimoniale (gestione accessoria o atipico-patrimoniale)
3. risultato dopo la gestione finanziaria
4. risultato prima delle imposte
5. risultato dell'esercizio

### Gestione caratteristica (tipica)
Comprende i ricavi e i costi della gestione tipica dell'azienda, è l'attività volta a realizzare l'oggetto dell'impresa, dalla 
quale scaturisce il risultato operativo. In primo luogo, si considerano i ricavi per vendite o prestazioni di servizi, ai quali vanno sottratti i costi di produzione e le spese commerciali, amministrative e generali.

### Gestione accessoria
Rientrano nell'ambito della gestione extra-caratteristica tutti i fenomeni e tutte le operazioni (e quindi gli oneri e i proventi) estranee alla gestione tipica (marginale) ma che si verificano e si svolgono con continuità nel corso dell'esercizio (periodo amministrativo).

### Gestione finanziaria
È l'attività di gestione volta al reperimento dei mezzi finanziari necessari all'attività d'impresa e all'impiego delle risorse eccedenti. In particolare, la direzione finanziaria deve, attraverso la gestione dei flussi di entrata e di uscita, essere in grado di assicurare la liquidità aziendale evitando una sottocapitalizzazione dell'azienda, ossia evitando un eccessivo indebitamento.

### Gestione straordinaria
Abolita con il D. Lgs. 139 del 18 agosto 2015,
I punti E.20 e E.21. del Conto Economico sono stati aboliti in quanto i nuovi schemi sono ispirati ad una riclassificazione basata sulla natura del bene o del servizio e comunque sul principio che tutti i fatti accaduti incidono sull'esercizio dell'impresa.
Le voci relative alla gestione straordinaria quali le plusvalenze, le minusvalenze, le sopravvenienze e le insussistenze sono iscritte nei conti "Oneri Vari" e "Proventi vari" del Conto Economico a secondo che siano componenti negative o componenti positive di reddito.

## Riclassificazione del conto economico
Per un'analisi di carattere finanziario, i documenti che compongono il bilancio possono essere riclassificati, a seconda delle necessità di studio, in particolare per calcolare alcuni indici di bilancio.
Esistono diversi tipi di riclassificazione del conto economico, tra cui:
- ricavi e costi del venduto: si articola la formazione del reddito per rami di gestione (caratteristica ed extra-caratteristica);
- riclassificazione secondo il valore aggiunto;